# Zlínský kraj
Zlínský kraj je vyšší územní samosprávný celek, jeden ze 14 krajů České republiky. Vznikl v roce 2000 a jeho sídelním městem je Zlín. Nachází se ve východní až jihovýchodní části České republiky a zároveň i Moravy, jako jediný ze všech krajů Česka leží celý na historickém území Moravy. Kraj tvoří území čtyř okresů o rozloze 3963 km², jedná se o okresy Kroměříž, Uherské Hradiště, Vsetín a Zlín. Na jihozápadě sousedí s Jihomoravským krajem, na severozápadě s Olomouckým krajem, na severu s Moravskoslezským krajem a na východě se Slovenskem (Žilinský a Trenčínský kraj). Ve Zlínském kraji žije přibližně 579 tisíc obyvatel a nachází se zde 307 obcí, z toho 30 měst a 6 městysů.

## Přírodní podmínky
Horopisně náleží území kraje k Západním Karpatům. Podstatná část území je kopcovitá či hornatá, přičemž nejvyšší hřebeny leží na východě na hranici se Slovenskem a s Moravskoslezským krajem. Na jihu jsou to Bílé Karpaty s nejvyšší horou Velká Javořina (970 m). Na ně navazují Javorníky s nejvyšší horou Velký Javorník (1072 m) a posléze Moravskoslezské Beskydy. Zde se nachází i nejvyšší bod Zlínského kraje – hora Čertův mlýn (1206 m), který leží na hranici se sousedním Moravskoslezským krajem. Na severozápadě a jihozápadě má kraj i úrodné nížiny – Haná na Kroměřížsku a Slovácko na Uherskohradišťsku. Na západě kraje se zvedají Chřiby s nejvyšším bodem Brdo (587 m). Mezi Chřiby a výše zmíněnými pahorkatinami probíhá od západu z Olomouckého kraje Hornomoravský úval přes Kroměřížsko až na Zlínsko. Kolem řeky Moravy, na Uherskohradišťsku, probíhá Dolnomoravský úval, který dále pokračuje do Jihomoravského kraje.
Téměř celé území kraje se nachází na povodí Dunaje v úmoří Černého moře. Odvodňuje ho převážně řeka Morava a její přítoky Bečva, Moštěnka, Rusava, Dřevnice, Olšava, Kotojedka, Dlouhá řeka a další. Část pohraničí se Slovenskem (oblast Brumova-Bylnice a Valašských Klobouk) patří skrze Vláru do povodí řeky Váh. Okrajové části kraje na severu a severovýchodě pak odvodňuje řeka Odra do Baltského moře.
Na území Uherského Ostrohu, kde řeka Morava opouští území kraje, se nachází jeho nejníže položený bod (173 m n.m.).
Zlínský kraj má velkou rozlohu chráněného krajinného území. Velkoplošná území zahrnují dvě chráněné krajinné oblasti, Beskydy a Bílé Karpaty, která zahrnují zhruba 30 % území. CHKO Bílé Karpaty patří mezi šest biosférických rezervací UNESCO v republice. Na území kraje se také nachází množství přírodních rezervací a přírodních památek.

## Obyvatelstvo
Při příležitosti sčítání lidu 2021 se ve Zlínském kraji zjistilo 564 331 osob (při sčítání lidu v roce 2011 579 944 osob). Samostatně nebo v kombinaci se zde k české národnosti přihlásilo 324 192 osob (v roce 2011 339 164), k moravské národnosti se jich přihlásilo celkem 92 213 lidí (v roce 2011 115 604).

## Administrativní členění
Území Zlínského kraje je vymezeno územími správních obvodů obcí s rozšířenou působností Bystřice pod Hostýnem, Holešov, Kroměříž, Luhačovice, Otrokovice, Rožnov pod Radhoštěm, Uherské Hradiště, Uherský Brod, Valašské Klobouky, Valašské Meziříčí, Vizovice, Vsetín a Zlín.
Na území Zlínského kraje se nachází okresy Zlín, Vsetín, Kroměříž a Uherské Hradiště.
| Okres                 | Počet obyvatel (1. 1. 2024) | Rozloha [km²] | Hustota zalidnění | Počet obcí | LAU 1  |
| --------------------- | --------------------------- | ------------- | ----------------- | ---------- | ------ |
| Kroměříž (KM)         | 104 410                     | 796           | 131 obyv./km²     | 79         | CZ0721 |
| Uherské Hradiště (UH) | 141 736                     | 991           | 143 obyv./km²     | 78         | CZ0722 |
| Vsetín (VS)           | 142 301                     | 1 131         | 126 obyv./km²     | 59         | CZ0723 |
| Zlín (ZL)             | 192 297                     | 1 045         | 184 obyv./km²     | 91         | CZ0724 |

### Seznam obcí
Ve Zlínském kraji se nalézá 307 obcí, z toho 30 měst a 6 městysů. Sídelním městem kraje je statutární město Zlín.

### Seznam měst podle počtu obyvatel
Ve Zlínském kraji se nachází 30 měst. 
| Města                 | Počet obyvatel (1. 1. 2024) | Okres            |
| --------------------- | --------------------------- | ---------------- |
| Zlín                  | 74 255                      | Zlín             |
| Kroměříž              | 28 089                      | Kroměříž         |
| Vsetín                | 25 255                      | Vsetín           |
| Uherské Hradiště      | 24 933                      | Uherské Hradiště |
| Valašské Meziříčí     | 22 833                      | Vsetín           |
| Otrokovice            | 17 597                      | Zlín             |
| Uherský Brod          | 16 444                      | Uherské Hradiště |
| Rožnov pod Radhoštěm  | 16 151                      | Vsetín           |
| Holešov               | 11 556                      | Kroměříž         |
| Bystřice pod Hostýnem | 8 023                       | Kroměříž         |
| Napajedla             | 7 172                       | Zlín             |
| Staré Město           | 6 625                       | Uherské Hradiště |
| Hulín                 | 6 491                       | Kroměříž         |
| Slavičín              | 6 224                       | Zlín             |
| Kunovice              | 5 650                       | Uherské Hradiště |
| Zubří                 | 5 549                       | Vsetín           |
| Brumov-Bylnice        | 5 424                       | Zlín             |
| Luhačovice            | 5 087                       | Zlín             |
| Vizovice              | 4 886                       | Zlín             |
| Valašské Klobouky     | 4 880                       | Zlín             |
| Chropyně              | 4 668                       | Kroměříž         |
| Bojkovice             | 4 403                       | Uherské Hradiště |
| Hluk                  | 4 289                       | Uherské Hradiště |
| Uherský Ostroh        | 4 277                       | Uherské Hradiště |
| Fryšták               | 3 843                       | Zlín             |
| Slušovice             | 2 961                       | Zlín             |
| Morkovice-Slížany     | 2 960                       | Kroměříž         |
| Koryčany              | 2 730                       | Kroměříž         |
| Kelč                  | 2 686                       | Vsetín           |
| Karolinka             | 2 409                       | Vsetín           |

## Historie
Kraj byl zřízen spolu s dalšími samosprávnými kraji na základě článku 99 a následujících Ústavy České republiky, ústavního zákona č. 347/1997 Sb., o vytvoření vyšších územních samosprávných celků, který stanoví názvy krajů a jejich vymezení výčtem okresů (území okresů definuje vyhláška ministerstva vnitra č. 564/2002 Sb.) a pro vyšší územní samosprávné celky stanoví označení „kraje“. Kraje definitivně vznikly 1. ledna 2000, samosprávné kompetence získaly na základě zákona č. 129/2000 Sb., o krajích (krajské zřízení), dne 12. listopadu 2000, kdy proběhly první volby do jejich nově zřízených zastupitelstev.
Toto krajské členění je obdobné krajům z let 1948–1960, zřízených zákonem č. 280/1948 Sb.

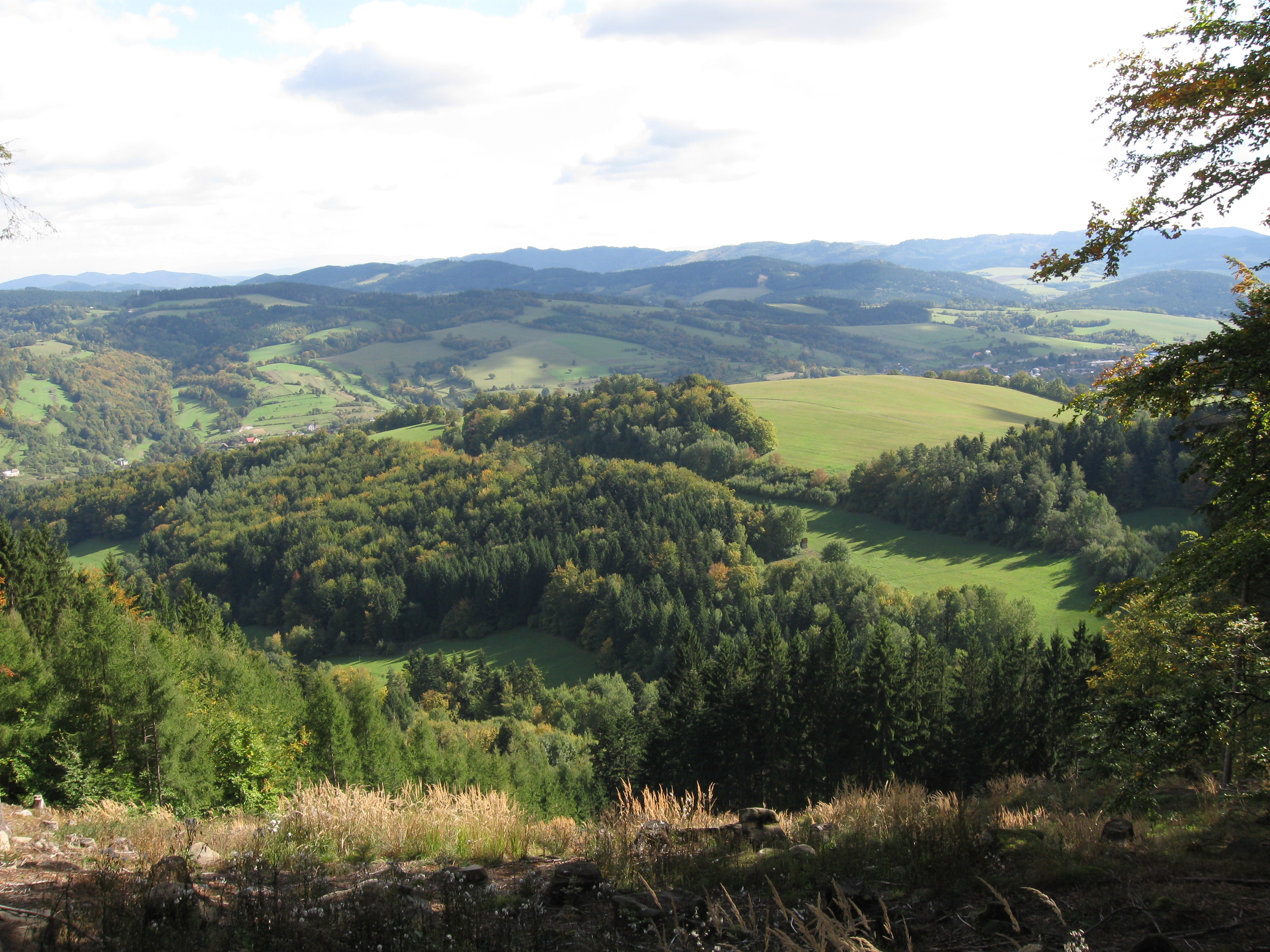
Pohled na Lidečko a Horní Lideč ve Zlínském kraji

Mezi lety 1949–1959 patřilo celé jeho území ke kraji Gottwaldovskému, který byl podstatně větší než současný Zlínský kraj. Patřilo k němu také celé území nynějšího okresu Hodonín a okrajové oblasti nynějšího okresu Přerov. V roce 1960 pak byl Gottwaldovský kraj zrušen, a jeho území rozděleno mezi Jihomoravský kraj (většina území) a Severomoravský kraj (okres Vsetín a několik obcí v přilehlých částech okresu Přerov). Roku 2000 pak na části územního Jihomoravského kraje (okresy Zlín, Kroměříž a Uherské Hradiště) a Severomoravského kraje (okres Vsetín) vznikl nynější Zlínský kraj. V době vzniku byla prosazována změna názvu kraje na Východomoravský, aby se obyvatelé s tímto krajem více ztotožnili, nakonec však zůstal původní název.
Východní hranice Moravy neměla svůj dnešní tvar odjakživa. Pomineme-li fakt, že všechny hranice byly ve středověku definovány pomyslným středem neobydleného pohraničního hvozdu, jižní část Zlínského kraje patřila ještě koncem 11. století k spornému území. Hranici Moravy tehdy tvořila řeka Olšava. O oblast zvanou Lucká provincie s obcemi Hluk a Kunovice vedli spory vládci Moravy a Uher.

## Hospodářství
Ve Zlínském kraji převažuje průmysl, zemědělství je rozmístěno v nížinách v moravských úvalech. 

### Průmysl
Průmysl strojírenský, gumárenský, chemický, dřevozpracující a potravinářský. Ekonomicky patřil Zlínský kraj k těm zaostalejším, mnohé podniky po privatizaci v 90. letech 20. století stagnovaly či krachovaly. K 31. prosinci 2009 nezaměstnanost dosahovala hodnoty 10,83 %. V současnosti (2021) ale patří mezi ekonomicky vyspělé kraje České republiky. 

### Zemědělství
Kromě úrodných nížin v moravských úvalech má kraj nekvalitní půdu, která se hodí spíš pro pastevectví. 

## Doprava
Zlínský kraj je napojen na českou dálniční síť prostřednictvím dálnice D1, která vede jeho severozápadním okrajem. U Hulína se na ni napojují úseky rozestavěných místních dálnic D49 a D55. Z hlediska evropské sítě je hlavní silnicí vedoucí krajem silnice I/50 (E50) od Brna přes Uherské Hradiště směr Trenčín. Na ni kolmá je páteřní silnice I/55 vedoucí podél toku Moravy.
Železniční síť v rámci kraje má okružní charakter, samotný Zlín leží pouze na vedlejší slepé trati a jako jeho železniční terminál slouží blízké nádraží Otrokovice na II. železničním koridoru. Zde zastavují i dálkové mezinárodní vlaky na trase mezi Polskem a Vídní nebo Bratislavou. Jižní část kraje je obsloužena Vlárskou drahou a severovýchod (Valašsko) hlavní tratí Hranice–Púchov. Do řady měst v kraji zajíždějí přímé rychlíky z Prahy a Brna. 

## Kultura
Zlínský kraj v sobě snoubí několik tradičních moravských etnografických oblastí – Valašsko (velkou většinu), Slovácko (severovýchodní část) a Hanou (jihovýchodní okraj). Jeho středisko Zlín se nachází právě na rozhraní těchto tří vlivů, zatímco zbylé okresy mají každý jasnou identitu (Kroměříž je hanácká, Vsetín valašský a Uherské Hradiště slovácké).
Zlínský kraj v oblasti kultury zřídil tyto příspěvkové organizace:
- Muzeum regionu Valašsko
- Muzeum jihovýchodní Moravy ve Zlíně
- Muzeum Kroměřížska
- Slovácké muzeum v Uherském Hradišti
- Krajská galerie výtvarného umění ve Zlíně
- Krajská knihovna Františka Bartoše ve Zlíně
- Hvězdárna Valašské Meziříčí
- 14|15 Baťův institut

## Krajské zastupitelstvo
Složení a počty mandátů jednotlivých krajských zastupitelstev:
| Politická strana                                                          | 2020 | 2016 | 2012 | 2008 | 2004 | 2000 |
| ------------------------------------------------------------------------- | ---- | ---- | ---- | ---- | ---- | ---- |
| ANO 2011                                                                  | 9    | 8    |      |      |      |      |
| Česká strana sociálně demokratická                                        | 4    | 6    | 12   | 18   | 7    | 7    |
| Křesťanská a demokratická unie – Československá strana lidová             | 9    | 12   | 10   | 6    | 11   |      |
| Koalice Svobodní a Soukromníci                                            |      | 4    |      |      |      |      |
| Komunistická strana Čech a Moravy                                         |      | 4    | 9    | 5    | 8    | 8    |
| Občanská demokratická strana                                              | 5    | 3    | 5    | 11   | 16   | 9    |
| Svoboda a přímá demokracie                                                | 3    | 2    |      |      |      |      |
| Starostové a nezávislí                                                    | 6    | 6    |      |      |      |      |
| Strana Práv Občanů ZEMANOVCI                                              |      |      | 4    |      |      |      |
| TOP 09 a Starostové a nezávislí pro Zlínský kraj                          |      |      | 5    |      |      |      |
| STAROSTOVÉ A NEZÁVISLÍ PRO ZLÍNSKÝ KRAJ (NSK a Zlínské hnutí nezávislých) |      |      |      | 5    |      |      |
| Evropští demokraté a Nezávislí starostové pro kraj                        |      |      |      |      | 3    |      |
| Čtyřkoalice (KDU-ČSL, Unie svobody, Demokratická unie a ODA)              |      |      |      |      |      | 15   |
| Zlínské hnutí nezávislých                                                 |      |      |      |      |      | 6    |
| Česká pirátská strana                                                     | 6    |      |      |      |      |      |
| Trikolóra, Soukromníci, NEZ                                               | 3    |      |      |      |      |      |

Na základě výsledků voleb do krajského zastupitelstva v roce 2012 a povolebních jednání byla vytvořena většinová koalice ČSSD, komunistů a Zemanovců. Jako výraz nesouhlasu s účastí komunistů v této koalici vznikla výzva proti vládě komunistů ve Zlínském kraji.

### Hejtman
Od roku 2000 zastávali funkci hejtmana tito členové zastupitelstva:
- 2000–2004 František Slavík (KDU-ČSL)
- 2004–2008 Libor Lukáš (ODS)
- 2008–2016 Stanislav Mišák (ČSSD)
- 2016–2020 Jiří Čunek (KDU-ČSL)
- od roku 2020 Radim Holiš (ANO)

## Památky a turistika
Ve Zlínském kraji lze navštívit řadu přírodních, kulturních i technických památek a staveb.
Na území kraje se nacházejí dvě národní přírodní památky (Chropyňský rybník a Křéby) a čtyři národní přírodní rezervace (Javorina, Pulčín – Hradisko, Razula, Strabišov-Oulehla). 
Dále jsou tu národní kulturní památky: areál arcibiskupského zámku Kroměříž s Květnou a Podzámeckou zahradou, barokní hřbitov ve Střílkách, větrný mlýn ve Velkých Těšanech, poutní areál Svatý Hostýn s křížovou cestou a kostelem Nanebevzetí Panny Marie, soubor pozůstatků velkomoravské sídelní aglomerace Staré Město – Uherské Hradiště – Modrá, hradiště svatého Klimenta u Osvětiman, hrad Buchlov, zámek Buchlovice, bazilika Nanebevzetí Panny Marie a svatého Cyrila a Metoděje ve Velehradě, areál Pusteven, Valašské muzeum v přírodě v Rožnově pod Radhoštěm, evangelický kostel ve Velké Lhotě, fojtství ve Velkých Karlovicích, památník odboje v Ploštině, zámek Vizovice, Mikuláštíkovo fojtství v Jasenné.
Městská památková rezervace je v kraji vyhlášena jediná ve městě Kroměříž. V dalších 14 městech jsou zřízeny městské památkové zóny. Místní slovácká lidová tradice Jízda králů je od roku 2011 zařazena na seznam nehmotného kulturního dědictví UNESCO.
K technickým památkám ve Zlínském kraji patří Baťův mrakodrap s vyhlídkovou terasou, Baťův kanál, Jarošovský pivovar, vodní nádrž Bystřička.
Místa spojená s historií a odkazem podnikatele Tomáše Bati, jeho rodiny a následovníků propojuje tematický projekt, který vznikl v roce 2024 pod názvem Baťův region. Centrálním bodem Baťova regionu je město Zlín s funkcionalistickou architekturou, urbanistickým plánováním a průmyslovým rozvojem. Součástí projektu jsou například také Otrokovice, Napajedla, Luhačovice nebo Vizovice, kudy vedla plánovaná trasa nedokončené Baťovy železnice.